# بچه‌های مدرسه همت
بچه‌های مدرسهٔ همت نام یک مجموعهٔ تلویزیونی ایرانی به کارگردانی رضا میرکریمی است که در سال ۱۳۷۶–۱۳۷۵ تولید و از شبکه ۲ سیمای جمهوری اسلامی ایران پخش گردید.

## خلاصه داستان
این مجموعه تلویزیونی دربارهٔ تعدادی دانش آموز است که در مدرسه راهنمایی «همت» به‌طور شبانه‌روزی تحصیل و زندگی می‌کنند هر بار با ماجرایی تازه روبرو می‌شوند. عنوان‌های قسمت‌های گوناگون این مجموعه عبارت بودند از:
1. آشنایی
2. خرگوش
3. فرار
4. تازه‌وارد
5. قهرمان
6. فوتبال
7. زندگی
8. زنگ انشا
9. در دامان طبیعت
10. تلویزیون
11. آب را گل نکنیم
12. امتحان

## بازیگران و عوامل تولید

### بازیگران
- مهران رجبی
- محرم بسیم
- مسعود جدی
- یدالله حبیبی
- مسعود ریاضی
- علی رمضانی
- کاظم سفیدی
- اسماعیل قنبری
- حمید غلامی
- علی نجفی
- سید سجاد حسینی
- سید وحید حسینی
- حسین عابدینی

### عوامل تولید
- کارگردان: رضا میرکریمی
- فیلمنامه: محمد رضایی‌راد
- بازنویسی فیلمنامه: مسعود جدی
- تصویربردار: رسول پیروی
- موسیقی: محمدرضا علیقلی
- منشی صحنه: مهران رجبی
- مدیرتولید: پرویز زاهد
- تهیه‌کننده: رسول بالازاده
- مدت زمان: ۶۰۰ دقیقه
- تعداد قسمت‌ها: ۱۲ قسمت
- محصول: گروه فیلم و سریال شبکه ۲ سیمای جمهوری اسلامی ایران
- سال تولید و پخش: ۱۳۷۶–۱۳۷۵